# Arnhemsche Waterleiding-Maatschappij

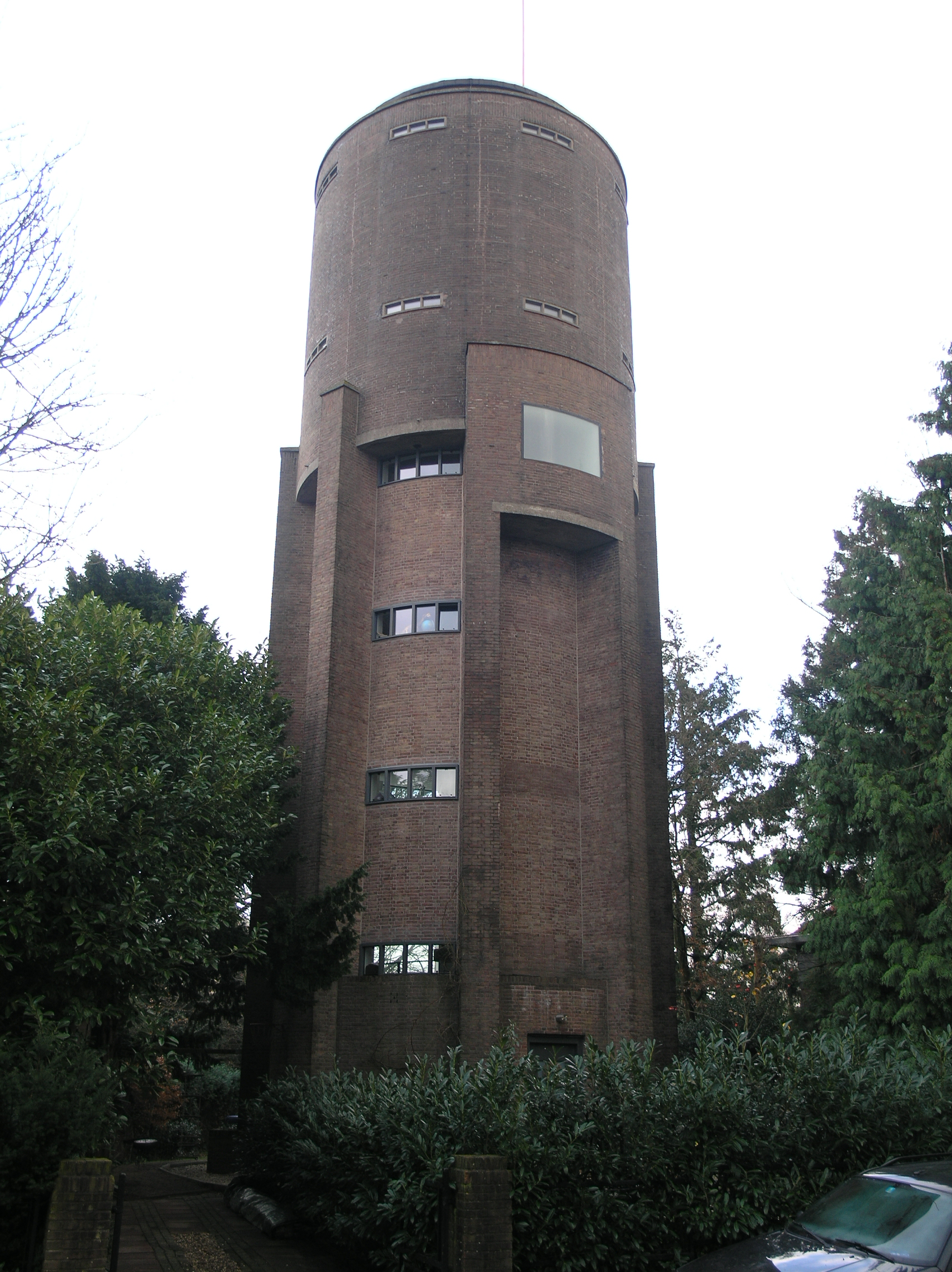
De watertoren in Soest.

De NV Arnhemsche Waterleiding-Maatschappij, ook wel Compagnie des Eaux d'Arnhem genoemd, was een waterleidingbedrijf dat vanaf 1882 (onder meer) actief was in de Nederlandse plaatsen Arnhem en Soest.
De Arnhemsche Waterleiding-Maatschappij ontstond uit een Belgisch bedrijf te Luik, de Compagnie General des Conduites d'Eau. Dit moederbedrijf vervaardigde buizen voor waterleidingen en legde ze aan, onder meer in Parijs. De Arnhemsche Waterleiding-Maatschappij liet te Arnhem in 1884 een drinkwatergebouw bouwen en in 1908 een pompstation. De watertoren in Soest liet ze in 1931 verrijzen. Omstreeks 1939 verliep de concessie die ze had voor Arnhem. Rond 1955 was dit waterleidingbedrijf inmiddels in bezit gekomen van de gemeente Arnhem.
Een aan de Arnhemsche Waterleiding-Maatschappij gelieerde onderneming was de Compagnie des Eaux d'Utrecht/ Utrechtse Waterleiding Maatschappij (UWM), vanaf 1881 actief in de provincie Utrecht, en in Apeldoorn, Hilversum en Tiel.